# Hosaka Munetada
Munetada Hosaka (sinh ngày 12 tháng 5 năm 1973) là một cầu thủ bóng đá người Nhật Bản.

## Sự nghiệp câu lạc bộ
Munetada Hosaka đã từng chơi cho JEF United Ichihara.